# Keith Kinkaid
Keith Patrick Kinkaid (* 4. července 1989 Farmingville, New York) je americký hokejový brankář hrající v týmu Savannah Ghost Pirates v severoamerické lize ECHL.

## Hráčská kariéra

### Mládež
Narodil se ve Farmingville, v mládí hrával na Long Island posledně za Suffolk PAL Juniors a New York Bobcats. Před sezónou 2007/08 se přemístil do juniorské soutěže United States Hockey League (USHL), nejvyšší juniorská liga ve Spojených státech, závěr sezony dokončil v Des Moines Buccaneers (AtJHL), za které odchytal patnáct zápasů. Začátek následující sezóny 2008/09 nabrala jeho juniorská kariéra vzestup dolů, přestoupil až do druhé nejvyšší juniorské soutěže North American Hockey League (NAHL), kde hájil branku týmu St. Louis Bandits. V týmu se stal jasnou brankářskou jedničkou, jeho náhradníkem byl Erick Cinotti. Kinkaid se stal nakonec nejlepším brankářem celé soutěže, úspěšnost zákroku měl ze 40 odchytaných zápasů až 93,5%, průměr 1,78. Za úžasné výkony byl zvolen nejužitečnější hráčem, brankářem roku a vybrán do prvního All-Star týmu. V play-off přidal dvanáct zápasů s bilancí (10 výher, dvě prohry, průměr 1,15 a úspěšnost 95,1%, byl jedním z klíčových hráčů týmu, který dopomohl k týmovému úspěchu Bandits, získali Robertson Cup. Ve svém juniorském věku mohl být draftován týmem NHL, to se však nestalo, soutěž NAHL je druhá nejvyšší juniorská soutěž, proto nepřiláká žádnou zvláštní pozornost.
Po úspěšné sezoně v NAHL se pro ročník 2008/09 přestěhoval do Union Dutchmen hrající soutěž ECAC Hockey, která podléhá organizací NCAA. Jako v předešlém ročníku, se stal hlavním brankářskou jedničkou, odsunul tak svého parťáka Coreye Milana, který byl v předešlém ročníku jednička v bráně. V základní části odchytal 25 zápasů s úspěšností zákroků 91,2%, byl zvolen do All-Rookie týmu. V následující sezóně 2010/11 jen výjimečně pustil do brankoviště náhradníky, ze 40 možných zápasů nastoupil k 38, své statistiky vylepšil oproti minulému ročníku, stal se brankářem roku ECAC a zvolen do prvního týmu All-Star. S těmito úspěchy získal konečně dostatečnou pozornost pro National Hockey League (NHL) aniž byl vybrán ve vstupním draftu NHL. V dubnu 2011 podepsán kontrakt s New Jersey Devils.

### New Jersey Devils
Podle očekávání začínal sezónu 2011/12 na farmě New Jersey Devils v Albany Devils. Kvůli přetlaku v bráně Devils, kde hlavní oporou byl Martin Brodeur a dvojka Johan Hedberg, nepustili do brankoviště třetího brankáře. Proto strávil celý ročník v Albany Devils, střídal se s kolegou Jeffem Frazeem, nakonec Kinkaid odchytal více zápasů než Frazee ale lepší statistiky měl Jeff Frazee. Ročník 2012/13 byl pro Kinkaida průlomový, kvůli zkrácené sezony v NHL, se soustředil pouze na AHL, v Albany Devils dostal důvěru od hlavního trenéra jako jednička v brankovišti. Spolu s Jeffem Frazeem debutovali v NHL. Kinkaid dostal příležitost 5. března 2013, v zápasu proti Tampa Bay Lightning byl náhradníkem, Ve druhé třetině se zranil Martin Brodeur, kterého vystřídal v brankovišti, po zbytek utkání pustil ze třinácti střel jednu, překonal ho americký útočník Nate Thompson.
V sezóně 2013/14 působil Kinkaid jako třetí brankář New Jersey Devils (za Brodeurem a novou dvojkou Corym Schneiderem), do branky jej však nepustili, celou část tak odchytal na opět na farmě v Albany Devils s bilancí 24 výher ve 43 zápasech. další čtyři zápasy přidal v play-off, s úspěšnosti až 93.2% to ale nestačilo na další postup do semifinále. Sezona 2014/15 udělalo vedení New Jersey Devils zásadní změny, tou bylo i na místě brankářů, Martin Brodeur skončil v týmu, na post jedničky se přemístil Cory Schneider a jeho náhradník se stal Kinkaid. Celkově dokončil sezónu s 19 zápasy v NHL a 13 zápasy v AHL. Od sezony 2015/16 už nebyl posílán na farmu v Albany, je stálým členem hlavní sestavy New Jersey Devils. Do sezony 2016/17 držel post brankářské jedničky New Jersey Cory Schneider, v ročníku 2017/18 se rovnoměrně dělili, Schneidera trápilo zranění a také špatné výkonny, dokonce měl hrozivou bilanci 7 porážek v řadě. 
V sezoně 2018/19 se stal Kinkaid hlavním brankářem New Jersey Devils. Týmu se celkově nedařilo, brázdili na spodní části tabulky, Kinkaid se dostal s úspěšností zákroku pod 90 procent, to se mu ještě v kariéře NHL nestalo. V bráně se střídal s Corym Schneiderem, který měl taky pod 90 procent úspěšnost zákroků a třetí brankář Mackenzie Blackwood, který právě vynikal. Závěrem přestupního období, byl vyměněn do Columbus Blue Jackets za výběr v pátém kole vstupního draftu NHL v roce 2020.

### Columbus Blue Jackets
Ke konci února 2019 se připojil k organizaci Columbus Blue Jackets, brankářem číslo jedna zůstal Sergej Bobrovskij a jeho náhradníkem je Joonas Korpisalo. Do zápasů za Columbus nezasáhl, pouze stál na střídačce jako náhradní brankář.

### Montreal Canadiens
Jako volný hráč podepsal 1. července 2019 roční smlouvu v hodnotě 1,75 milionu dolarů s klubem Montreal Canadiens. Dlouhé roky je jednička v bráně Carey Price, tudíž působil jako náhradní brankář. Po odehrání šesti zápasů s úspěšností zákroku 87.5 procenta byl Kinkaid poslán na farmu v AHL do týmu Laval Rocket. Jeho propad v kariéře nezastavil ani v nižší soutěži, pouze 3 výhry ve 13 zápasech za Laval Rocket. 29. února 2020 byl poslán na hostování do Charlotte Checkers, záložní klub Carolina Hurricanes. V Charlotte Checkers odchytal pouze čtyři zápasy, ve kterých měl 92.4 procent úspěšnost zákroků. Takový vzrůst měl naposled v sezoně 2014/15 za Albany Devils.

### New York Rangers
Kinkaid opustil organizaci Canadiens po své jediné sezóně a 9. října 2020 podepsal jako volný hráč dvouletou smlouvu s New York Rangers na 1,65 milionu dolarů. Po odchodu Henrika Lundqvista se uvolnilo místo hlavního brankáře, mezi kandidáty byli dva náhradní ruští brankáři z předešlé sezony Igor Šesťorkin a Alexandr Georgijev. Za Rangers debutoval 7. března 2021 proti Pittsburgh Penguins, Rangers prohráli 5:1. Následující den 8. března 2021 byl do zápasu proti Bostonu Bruins zapsán jako druhý brankář, v průběhu utkání vystřídal v brance Igora Šesťorkina. Rangers vyhrál proti Bruins 5:4, Kinkaid obdržel dvě branky ze 30 střel, český útočník z Bostonu David Pastrňák vstřelil na začátku třetí třetiny branku a zapsal jsi 200 gól v NHL. Místo v hlavní sestavě si nevybojoval, byl tak jako třetí brankář poslán na farmu do Hartford Wolf Pack. V Hartford Wolf Pack dostal větší důvěru v brance než jeho slovenský konkurent Adam Húska, který stejně jak Kinkaid dostali šanci v brance Rangers.

### Boston Bruins
Po vypršení smlouvy v Rangers se upsal na jeden rok týmu Boston Bruins. Z předešlé sezony zůstali brankáři Linus Ullmark a Jeremy Swayman. Kinkaid byl přeřazen na farmu do Providence Bruins. V Providence Bruins se střídal v brankovišti s americkým brankářem Brandon Bussi, který měl v polovině sezony lepši statistiky než Kinkaid. 13. listopadu 2022 byl Kinkaid povolán do Boston Bruins a nastoupil do zápasu proti Buffalo Sabres, z 31 střel pustil za svá záda jen jednu, utkání skončilo vítězstvím Bostonu Bruins 3:1. Po zápase se vrátil zpět na farmu. Do hlavního kádru Bostonu se už nevrátil, o post jedničky v Providence Bruins soupeřil s Brandonem Bussi. Sezonu 2022/23 nedochytal v Bruins, na konci února byl vyměněn do Colorada Avalanche.

### Colorado Avalanche
25. února 2023 byl vyměněn z Bostonu Bruins do Colorado Avalanche za kanadského útočníka Shane Bowers. V týmu byl přetlak brankářů, první brankář Alexandr Georgijev a dvojka Pavel Francouz. Právě českého brankáře Pavla Francouze trápilo zranění v dolní části těla, z farmy povolali náhradníka Justuse Annunena a naopak Kinkaida poslali na farmu v Colorado Eagles. Avalanche povolal Kinkaida jako druhého brankáře na zápas proti Dallas Stars, do zápasu zasál ve 32. minutě, kdy střídal Georgijeva za stavu 1:5 pro Dallas. Zápas skončil porážkou 3:7, Kinkaid pustil jednu branku z devíti střel. Po zápase byl poslán zpět na farmu v Coloradu Eagles, kde dokončil sezonu.

### Návrat do New Jersey Devils
13. září 2023 oznámil viceprezident a generální ředitel Tom Fitzgerald, že podepsali s nechráněným Kinkaidem roční dvoucestnou smlouvu na 775 000 amerických dolarů v NHL a během působení v nižší farmářské soutěži AHL 350 000 amerických dolarů. V organizaci Devils naposledy působil v sezoně 2018–19, v sezoně 2023–24 bude působit jako záložní brankář, především bude chytat za Chicago Wolves. Po deseti odehraných zápasů v AHL, se střídal v brankovišti s americkým kolegou Adam Scheel, který měl na začátku sezony lepší statistiky. V Chicagu Wolves odchytal celou sezonu 2023/24, v klubu působil jako náhradní brankář. S týmem skončili na posledním místě v západní konferenci a nejvyšším počtem inkasovaných branek. Po vypršení smlouvy se stal volným hráčem

### New York Islanders
Keith Kinkaid byl na zkoušku pozván do tréninkového kempu organizace New York Islanders. s Islanders podepsal poté, co strávil léto na Long Islandu, bruslením a tréninkem v Northwell Health Ice Center, tréninkové zařízení Islanders. V tréninkového kempu strávil pár dnů, poté podepsal smlouvu s klubem Charlotte Checkers.

### Charlotte Checkers
10. října 2024 podepsal s týmem Charlotte Checkers jednoletou jednocestnou smlouvu. K týmu se připojil těsně před startem nové sezony 2024/25. Za Charlotte Checkers odchytal v ročníku 2019/20 čtyři zápasy, poté byla sezona zrušena kvůli pandemii covidu-19. Přetlak brankářů v Charlotte Checkers byl Kinkaid poslán na druhou farmu Floridy Panthers Savannah Ghost Pirates hrající soutěž ECHL. V Savannahu Ghost Pirates zůstal celou sezónu.

### Reprezentace
Poprvé svou zem reprezentoval až v seniorské kategorii, v mistrovství světa 2016 se dělil o místo s Mikem Condonem z Montréal Canadiens. S americkou reprezentací se umístili na čtvrtém místě. O dva roky později se opět zúčastnil mistrovství světa, tentokrát dostal plnou důvěru od trenéra Jeffa Blashilla. Po nevydařeném zápase před dvěma roky o bronzovou medaili tentokrát zvládli, a porazili Kanadu 4:1.

## Ocenění a úspěchy
- 2009 NAHL - Hvězdný tým jižní divize
- 2009 NAHL - Nejlepší průměr
- 2009 NAHL - První All-Star Tým
- 2009 NAHL - Brankář roku
- 2009 NAHL - Nejužitečnější hráč
- 2010 ECAC - All-Rookie Tým
- 2010 ECAC - Třetí All-Star Tým
- 2011 ECAC - První All-Star Tým
- 2011 ECAC - Brankář roku
- 2011 NCAA - První All-American Tým
- 2018 MS - Top tří hráčů v týmu

## Prvenství
- Debut v NHL - 5. března 2013 (New Jersey Devils proti Tampa Bay Lightning)
- První inkasovaný gól v NHL - 5. března 2013 (New Jersey Devils proti Tampa Bay Lightning, americkým útočníkem Nate Thompson)
- První vychytaná nula v NHL - 14. února 2016 (New Jersey Devils proti Los Angeles Kings)

## Rekordy
Klubové rekordy Albany Devils
- nejvíce odchytaných zápasů celkově (143)
- nejvíce vítězných zápasů celkově (69)
- nejvíce prohraných zápasů celkově (52)
- nejvíce vychytaných čistých nul celkově (10)
- nejvíce chycených střel celkově (3520)
- nejvíce inkasovaných branek celkově (357)

## Statistiky

### Základní části
| Sezona       | Tým                    | Liga         | Z   | V  | P  | R/Pvp | MIN   | OG  | ČK | POG  | %ChS |
| ------------ | ---------------------- | ------------ | --- | -- | -- | ----- | ----- | --- | -- | ---- | ---- |
| 2007–08      | New York Bobcats       | AJHL         | 28  | 20 | 5  | 3     | 1458  | 58  | 3  | 2.39 | .935 |
| 2007–08      | Des Moines Buccaneers  | USHL         | 15  | 4  | 9  | 2     | 844   | 48  | 0  | 3.41 | .893 |
| 2008–09      | St. Louis Bandits      | NAHL         | 40  | 30 | 5  | 4     | 2393  | 71  | 7  | 1.78 | .936 |
| 2009–10      | Union Dutchmen         | ECAC         | 25  | 12 | 8  | 3     | 1478  | 61  | 1  | 2.48 | .912 |
| 2010–11      | Union Dutchmen         | ECAC         | 38  | 25 | 10 | 3     | 2265  | 75  | 3  | 1.99 | .920 |
| 2011–12      | Albany Devils          | AHL          | 42  | 17 | 20 | 3     | 2347  | 115 | 3  | 2.94 | .904 |
| 2012–13      | Albany Devils          | AHL          | 45  | 21 | 17 | 6     | 2644  | 120 | 2  | 2.72 | .905 |
| 2012–13      | New Jersey Devils      | NHL          | 1   | 0  | 0  | 0     | 26    | 1   | 0  | 2.31 | .923 |
| 2013–14      | Albany Devils          | AHL          | 43  | 24 | 13 | 5     | 2519  | 96  | 4  | 2.29 | .912 |
| 2014–15      | Albany Devils          | AHL          | 13  | 7  | 2  | 3     | 713   | 26  | 1  | 2.19 | .923 |
| 2014–15      | New Jersey Devils      | NHL          | 19  | 6  | 5  | 4     | 925   | 40  | 0  | 2.59 | .915 |
| 2015–16      | New Jersey Devils      | NHL          | 23  | 9  | 9  | 1     | 1,241 | 58  | 2  | 2.81 | .904 |
| 2016–17      | New Jersey Devils      | NHL          | 26  | 8  | 13 | 3     | 1,485 | 65  | 1  | 2.64 | .916 |
| 2017–18      | New Jersey Devils      | NHL          | 41  | 26 | 10 | 3     | 2,298 | 106 | 1  | 2.77 | .913 |
| 2018–19      | New Jersey Devils      | NHL          | 41  | 15 | 18 | 6     | 2,302 | 129 | 3  | 3.36 | .891 |
| 2019–20      | Columbus Blue Jackets  | NHL          | 0   | —  | —  | —     | —     | —   | —  | —    | —    |
| 2019–20      | Montreal Canadiens     | NHL          | 6   | 1  | 1  | 3     | 340   | 24  | 0  | 4.24 | .875 |
| 2019–20      | Laval Rocket           | AHL          | 13  | 3  | 7  | 3     | 750   | 43  | 0  | 3.44 | .876 |
| 2019–20      | Charlotte Checkers     | AHL          | 4   | 2  | 1  | 1     | 241   | 9   | 0  | 2.24 | .924 |
| 2020–21      | Hartford Wolf Pack     | AHL          | 2   | 2  | 0  | 0     | 120   | 2   | 1  | 1.00 | .962 |
| 2020–21      | New York Rangers       | NHL          | 9   | 3  | 2  | 1     | 486   | 21  | 1  | 2.59 | .898 |
| 2021–22      | Hartford Wolf Pack     | AHL          | 37  | 20 | 14 | 2     | 2164  | 106 | 1  | 2.94 | .904 |
| 2021–22      | New York Rangers       | NHL          | 1   | 1  | 0  | 0     | 60    | 2   | 0  | 2.00 | .935 |
| 2022–23      | Boston Bruins          | NHL          | 1   | 1  | 0  | 0     | 60    | 1   | 0  | 1.00 | .968 |
| 2022–23      | Providence Bruins      | AHL          | 20  | 8  | 7  | 4     | 1123  | 58  | 0  | 3.10 | .909 |
| 2022–23      | Colorado Avalanche     | NHL          | 1   | 0  | 0  | 0     | 28    | 1   | 0  | 2.15 | .889 |
| 2022–23      | Colorado Eagles        | AHL          | 7   | 4  | 3  | 0     | 398   | 16  | 1  | 2.41 | .918 |
| 2023–24      | Chicago Wolves         | AHL          | 24  | 8  | 14 | 2     | 1,356 | 80  | 0  | 3.54 | .880 |
| 2024–25      | Savannah Ghost Pirates | ECHL         | 32  | 10 | 18 | 3     | 1,817 | 96  | 1  | 3.17 | .893 |
| Celkem v NHL | Celkem v NHL           | Celkem v NHL | 169 | 70 | 58 | 21    | 9,241 | 448 | 8  | 2.91 | .905 |

### Play-off
| Sezona       | Tým               | Liga         | Z  | V  | P | MIN | OG | ČK | POG  | %ChS |
| ------------ | ----------------- | ------------ | -- | -- | - | --- | -- | -- | ---- | ---- |
| 2008–09      | St. Louis Bandits | NAHL         | 12 | 10 | 2 | 728 | 14 | 3  | 1.15 | .951 |
| 2013–14      | Albany Devils     | AHL          | 4  | 1  | 3 | 238 | 9  | 0  | 2.26 | .932 |
| 2017–18      | New Jersey Devils | NHL          | 2  | 0  | 2 | 202 | 9  | 0  | 5.87 | .804 |
| Celkem v NHL | Celkem v NHL      | Celkem v NHL | 2  | 0  | 2 | 202 | 9  | 0  | 5.87 | .804 |

### Reprezentace
| Rok                       | Tým                       | Soutěž                    | Z  | V | P | R | MIN | OG | ČK | POG  | %ChS |
| ------------------------- | ------------------------- | ------------------------- | -- | - | - | - | --- | -- | -- | ---- | ---- |
| 2016                      | USA                       | MS                        | 6  | 1 | 4 | 0 | 350 | 19 | 0  | 3.25 | .871 |
| 2018                      | USA                       | MS                        | 9  | 7 | 2 | 0 | 526 | 15 | 2  | 2.29 | .912 |
| Seniorská kariéra celkově | Seniorská kariéra celkově | Seniorská kariéra celkově | 15 | 8 | 6 | 0 | 876 | 34 | 2  | 2.77 | .892 |